# Jablochkoff-kaars

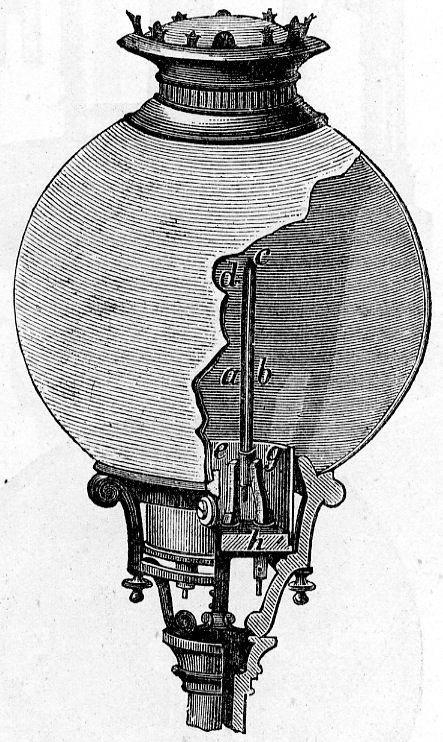
Booglamp met een gedeelte van de bol verwijderd zodat de jablochkoff-kaars in de lamp zichtbaar is

De jablochkoff-kaars, of elektrische kaars, is een elektrische booglamp uitgevonden in 1876 door de Russische ingenieur Pavel Jablotsjkov en zorgde voor een doorbraak van elektrisch licht eind 19e eeuw.
Deze is opgebouwd uit twee 25 centimeter lange grafietstaven, ongeveer 6 bij 12 millimeter in doorsnede en gescheiden door een inert materiaal zoals gips, kaolien of porseleinaarde. De grafietstaven zijn onderling doorverbonden met een klein stukje smeltdraad van koolstofpasta. Het geheel is verticaal gemonteerd in een passend geïsoleerde houder.
Wanneer een elektrische spanning wordt aangebracht, 'springt' de dunne smeltdraad en ontstaat er een lichtboog. De lichtboog dooft echter niet, maar zal blijvend een helder licht uitstralen door het constant uitgloeien van koolstofdeeltjes. De kaars kon op deze manier voor circa 1½ tot 2 uur licht geven totdat de koolstofelektroden met de tussenliggende materiaal waren opgebrand. De kleur van het licht hing af van de stof tussen de twee koolstaven.
De eerste 'kaarsen' werden van elektrisch vermogen voorzien door  wisselstroom van een Gramme-dynamo, zodat de koolstofelektroden gelijkmatig sleten. Door de voeding weg te nemen doofde de lichtboog. Hij kon daarna niet meer herstart worden doordat de doorverbinding tussen de elektroden ontbrak. De kaars moest altijd vervangen worden door een nieuwe.
Vergeleken met eerdere booglampen was de jablochkoff-kaars goedkoop en eenvoudig in gebruik. Hij gaf veel meer licht dan de veel gebruikte gaslampen. Een ander voordeel van Jablotsjkovs ontwerp was dat er geen mechanische regelaar nodig was die de afstand tussen de elektroden gelijk hield; een noodzakelijke eis om de lichtboog in stand te houden.
De jablochkoff-kaars werd voor het eerst gedemonstreerd tijdens de Parijse wereldtentoonstelling van 1878, als straat- en theaterverlichting langs de Avenue de l'Opera. De kaarsen waren ingesloten in ballonnen van geëmailleerd glas, elk met vier tot twaalf kaarsen in serie geschakeld. Parijs werd zo de eerste stad met elektrische straatverlichting.
In de loop van de 20e eeuw verdwenen de booglampen uit het straatbeeld, om plaats te maken voor de gloeilamp en later de gasontladingslampen.